# Virginia Vassilevska Williams
Virginia Vassilevska Williams (née Virginia Panayotova Vassilevska) é uma cientista teórica da computação e matemática conhecida por suas pesquisas sobre algoritmos de grafos e multiplicação matricial rápida. É Steven and Renee Finn Career Development Associate Professor of Electrical Engineering and Computer Science do Instituto de Tecnologia de Massachusetts.
Em 2011 Williams elaborou um algoritmo para multiplicar duas matrizes {\displaystyle n\times n} no tempo {\displaystyle O(n^{2,373})}. Este algoritmo melhorou um limite de tempo prévio reconhecido como o melhor conhecido durante 24 anos (independentemente de Andrew Stothers, que também melhorou o mesmo limite um ano antes).

## Educação e carreira
Williams é natural da Bulgária, e frequentou uma escola de língua alemã em Sófia. Graduada pelo Instituto de Tecnologia da Califórnia em 2003, obteve um Ph.D. na Universidade Carnegie Mellon em 2008. Sua tese, Efficient Algorithms for Path Problems in Weighted Graphs, foi orientada por Guy Blelloch.
Foi palestrante convidada do Congresso Internacional de Matemáticos no Rio de Janeiro (2018: On some fine-grained questions in algorithms and complexity).